# Васьковская, Ирина Сергеевна
Ирина Сергеевна Васьковская (род. 25 октября 1981, пос. Махнёво, Алапаевский район, Свердловская область, РСФСР, СССР) — российский драматург, сценарист, режиссер.

## Биография
Родилась 25 октября 1981 года в поселке Махнево Алапаевского района Свердловской области.
Заниматься драматургией начала в 25 лет. Первые пьесы(«Слон», «Дуськин сын», «Шуба») писала под псевдонимом «С.Пухов».
С 2012 по 2014 Васьковская ежегодно становилась лауреатом Международного конкурса современной драматургии «Евразия».
В 2013 пьеса «Март» номинирована на Независимую литературную премию «Дебют». В том же году Васьковская впервые становится финалистом фестиваля драматургии «Любимовка».
В 2014 году пьеса «Март» получила Гран-при и приз зрительских симпатий конкурса конкурсов «Новая пьеса» при Национальной театральной премии «Золотая маска».. В том же году Васьковская стала лауреатом премии «Дебют» в номинации «Драматургия».
В 2015 году окончила Екатеринбургский государственный театральный институт по направлению «Литературное творчество» (курс Николая Коляды).
В 2016 году пьеса «Who’s afraid of contemporary art?» вошла в финал конкурса драматургов «Кульминация».
Ряд пьес написала в соавторстве с Дарьей Уткиной.
Пьесы переводились на польский, румынский, сербский и английский языки.

## Оценки творчества
Критики всегда отмечали самобытность и высокое мастерство Васьковской. В то время как ранние пьесы драматурга реалистичны, академичны и, в первую очередь, посвящены рефлексии женщины в постсоветской России, в последующих работах автор пробует множество новых жанров — от антиутопии и детской сказки до поэтического опуса и оратории. Павел Руднев в книге «Драма памяти» оценивает поэтическую пьесу «Визит» и творчество Васьковской в целом следующим образом:
Ирина Васьковская — автор пьес прежде всего о женщинах. И тут, в пароксизмах бессознательного, «вьется» кривой линией кардиограммы сознание женщины, вынужденной терпеть эту схватку между телом и сознанием, между статусами блудницы и жены-мироносицы. Каждый день — в агонии, в экстазе. И вот в этой точке, в которой то в печку, то в прорубь, помолиться и помочиться — действия из одной системы координат, где и пес («псица, псовка, сука»), и человек соразмерны природе, космосу. У Васьковской постоянно встречается такой образ: героини идут в театр или цирк, и он их разочаровывает; там показывают нечто старомодное, несмешное и нелепое («старик в пудре»). Но одинокие женщины медитативно вглядываются в реальность, словно в телевизор, и все равно чего-то ждут. Напряженное ожидание чуда, поворота, события — даже там, где оно, чудо, не предполагалось. Без которого повседневность кажется плотным адом, без засечек, без подробностей. Одинокая женщина в пустом зрительном зале при выключенной рампе все еще ожидает какого-то зрелища, созданного, чтобы ее изменить. — Павел Руднев, Театральный критик

## Спектакли
2012 — «Уроки сердца» (по пьесам «Уроки сердца» и «Русская смерть»), «Коляда-театр», режиссёр Николай Коляда
2014 — «Платонов. Две истории», Свердловский академический театр драмы, режиссёр Дмитрий Зимин
2015 — «Чёрная курица» (инсценировка повести А. Погорельского «Черная курица, или Подземные жители»), Серовский театр драмы имени А. П. Чехова, режиссёр Радион Букаев
2015 — «Уроки сердца» (по пьесам «Уроки сердца» и «Март»), театр им. Стефана Ярача (г. Лодзь, Польша), режиссёр Rafal Sabara, перевод Агнешки Любомиры Пиотровской
2015 — «Март», Театральная мастерская «Ярмарка», Санкт-Петербург, режиссёр Н. Легкова
2015 — «Лифт», Свердловский академический театр драмы, режиссёр Дмитрий Зимин
2015 — «Кот стыда», Российский академический молодежный театр, режиссёр Марина Брусникина
2016 — «Осторожно, Ж!», Театр Chauteau de Fantomas (Москва), режиссёр Юлия Гоманюк
2016 — «Мой мужик на Севере», Новокузнецкий драматический театр, режиссёр Сергей Чехов
2016 — «Макаки, пицца и деструкция», Государственный русский драматический театр им. А. Н. Бестужева (г. Улан-Удэ)
2016 — «Пассажиры», Свердловский государственный академический театр драмы, режиссёр Дмитрий Зимин
2016 — «Девушки в любви», Театр «Практика», режиссёр Алиса Кретова
2016 — «Как Федор дочь Кощееву умыкнул», театре «Буриме» (г. Тюмень)
2017 — «О бедном Кощее», Серовский театр драмы имени А. П. Чехова, режиссёр Ирина Иванова
2017 — «Уроки сердца», театр «Современник», режиссёр Марина Брусникина
2017 — «Крас PLACE, или Место под солнцем в первом ряду», Краснодарский академический театр драмы им. Горького, режиссёр Радион Букаев
2017 — оратория «Огни Урала» в рамках перформанс-платформы 4-й Уральской индустриальной биеннале современного искусства
2017 — «Русская смерть», Общедоступный театр «Периферия» (г. Астрахань), режиссёр А. Беляев
2017 — «Способный ученик», Свердловский государственный академический театр драмы, режиссёр Дмитрий Зимин
2017 — «Варвара, Кощеева дочь, или Уроки доброты», Театр юного зрителя «Барбарис» (г. Калининград)
2017 — «Галатея Собакина», Центр современной драматургии (г. Екатеринбург), режиссёр Антон Бутаков
2017 — «Иди ты на***, Орфей, или Девушки в любви», Центр современной драматургии (г. Екатеринбург), режиссёр Ринат Ташимов
2017 — «Девушки в любви», Центр современной драматургии (г. Омск)
2017 — «Галатея Собакина», Центр современной драматургии (г. Омск)
2017 — «Сны Екатеринбурга», Ельцин-центр, режиссёр Александр Кудряшов
2018 — «Девушки в любви», Общедоступный театр «Периферия» (г. Астрахань), режиссёр А. Беляев
2018 — «Бог ездит на велосипеде», Челябинский государственный драматический молодежный театр, режиссёр Александр Черепанов
2018 — «Русский космикум», Сызранский драматический театр имени А. Н. Толстого, режиссёр Бари Салимов.

## Участие в лабораториях и фестивалях
2013 — фестиваля-лаборатории «За! Текст» (г. Екатеринбург), эскиз спектакля по пьесе «Русская смерть», режиссер Дмитрий Зимин
2014 — фестиваль-лаборатория «За! Текст» (г. Екатеринбург), эскиз спектакля по пьесе "Галатея Собакина, режиссер Дмитрий Зимин
2014 — «Мастерская новой сцены» Александринского театра (г. Санкт-Петербург), «Лестница», режиссер Денис Хуснияров.
2015 — фестиваль-лаборатория «За! Текст Kids» (г. Екатеринбург), «Макаки, пицца и деструкция» (в соавторстве с Дарьей Уткиной)
2016 — Второй драматургический фестиваль «Новая пьеса для детей» на Новой сцене Александринского театра
2016 — лаборатория-конкурс «В поисках новой пьесы» Российского государственного академического молодежного театра
2017 — Международный театральный фестиваль в Сибиу, Румыния, пьеса «Девушки в любви»
2017 — фестиваль-лаборатория «За! Текст» (г. Екатеринбург), (эскиз пьесы «Who’s afraid of contemporary art?»)
2017 — лаборатория Серовского театра драмы имени А. П. Чехова (эскиз «Бог ездит на велосипеде», режиссеры Ирина Васьковская и Дарья Уткина)
2017 — XIII Творческая лаборатория современной драматургии «Четвертая высота. Саратов документальный» в Саратовском академическом театре юного зрителя им. Ю. П. Киселева (эскиз документальной пьесы «Всё будет хорошо», режиссер И. Ротенберг)
2017 — XIV Всероссийский фестиваль «Реальный театр», эскиз спектакля «Если вы боитесь, что ваши чувства будут оскорблены, не входите», режиссер Дмитрий Зимин
2018 — Платоновский фестиваль искусств, Воронеж
2018 — Екатеринбургский государственный академический театр оперы и балета, эскиз спектакля «Христа распинают вновь», режиссер Дмитрий Зимин

## Фильмография
2014 — сериал «Черта», режиссер Вадим Дубровицкий
2018 — полнометражный фильм «Русская смерть», режиссер Владимир Мирзоев

## Публикации
Ирина Васьковская. Уроки сердца. Русская смерть. Сборник пьес молодых уральских драматургов «Концлагеристы», 2012
Ирина Васьковская. Март. Современная драматургия. 2013. № 4. Окт. — дек. 260 с
Ирина Васьковская. Уроки сердца. Сборник пьес молодых уральских драматургов «Глушь», 2013
Ирина Васьковская. Девушки в любви. Журнал «Искусство кино» № 10, октябрь, 2013
Ирина Васьковская. Галатея Собакина. Журнал «Драматургия» № 6, 2015
Ирина Васьковская. Who’s afraid of contemporary art?. Пьесы года 2016: (Сборник драматических произведений). М.: Благотворительный Фонд поддержки деятелей культуры и искусства «Стремление», 2016
Ирина Васьковская. Визит. Журнал «Диалог», 2018, Польша (перевод Агнешки Любомиры Пиотровской)